# Приазовский край
Приазовский край (Приазовскій Край) — российская газета, выходившая в Ростове-на-Дону в 1891—1920 годах. Влиятельное периодическое издание на Дону того времени. Возрождена в 1991 году.

## История
Первый номер газеты вышел 1 сентября 1891 года.
Титулярный советник, секретарь Нахичеванской-на-Дону городской управы — Серафим Христофорович Арутюнов, выкупив газету «Донское поле», дал ей новое название — «Приазовский край».
Газета придерживалась либерального направления. Редакция газеты располагалась в двухэтажном здании на Большой Садовой улице (дом 18).
Среди прочего, печатала также работы украинских авторов (В. Винниченко, С. Ефремова, Ф. Матушевского, И. Франко, К. Широцкого и др.). И различные статьи на украинские темы.
В 1913—1916 годах заведующим редакции (фактическим редактором) журнала был украинский журналист и политический деятель Александр Саликовський. Издание газеты прекратилось с приходом к власти большевиков.